# Ellingtonia, Vol. 1
Ellingtonia, Vol. 1 ist ein Kompilationsalbum von Sun Ra mit Stücken, die allesamt von Duke Ellington stammen. Die zwischen 1951 und 1987 entstandenen Aufnahmen erschienen am 27. Mai 2022 als Download auf der Plattform Bandcamp.

## Hintergrund
Diese Sammlung von Ellington-Stücken enthält größtenteils bisher unveröffentlichtes Material aus zwei Quellen: dem Sun Ra Music Archive, das von Michael D. Anderson gepflegt wird, und dem Experimental Sound Studio (ESS), Chicago. Wie bei jeder Sun-Ra-Zusammenstellung variiert die Klangqualität des Materials. Die Sammlung beginnt mit einem frühen (1951) – und erst kürzlich entdeckten – Duett von Sun Ra mit dem Bassisten Wilbur Ware, das in Sun Ras Wohnung in Chicago aufgenommen wurde. Es folgten Konzertaufnahmen und zwei selbst aufgenommene Jamsessions mit Ra und einem kleinen Ensemble von Arkestra-Mitgliedern, die mit „Caravan“ und „It Don’t Mean a Thing“ experimentieren; Jahr und Ort der letzten Session ist unbekannt.
Obwohl es von Sun Ra über 1.000 Titel gibt, die auf seinen Namen urheberrechtlich geschützt sind, bestand ein großer Teil seines Konzert- und Aufnahmerepertoires aus Werken anderer Komponisten. Er arrangierte – auf seine eigenwillige Art – Melodien von Thelonious Monk, George Gershwin, Fletcher und Horace Henderson, Jerome David Kern, Irving Berlin und unzähligen anderen. Aber niemand war häufiger in die Setlists von Sun Ra eingebunden als Duke Ellington. Sun Ra war in den 1930er-Jahren ein Jugendlicher, zu einer Zeit, als Bigband-Swing in Mode war. Als er später sein Arkestra gründete, stützte sich Sun Ra auf dieses Erbe, obwohl er das Big-Band-Format zu etwas Eigenem umgestaltete – nach Irwin Chusid angeblich eine einzigartige (afro-)futuristische Neuerfindung, die dennoch die Musik seiner Jugend widerspiegelte. „Sun Ra als Künstler blickte vorwärts und rückwärts“, schrieb Irwin Chusid in den Liner Notes des Albums. „Er genoss Innovation, aber verehrte Tradition.“ Je älter er wurde, desto mehr Klassiker der Swing-Ära ließ er in seiner Arbeit wieder aufleben – insbesondere in den 1970er- und 1980er-Jahren. Obwohl viele der von ihm bewunderten Komponisten nach den 1930er-Jahren heranreiften und fortschrittlichere Werke komponierten – Ellington ist ein perfektes Beispiel dafür – blieb Ras Geschmack in den 30er-Jahren verwurzelt. Von den zwölf Titeln der Kompilation stammen alle bis auf zwei aus diesem Jahrzehnt – „East St. Louis Toodle-oo“ ist noch früher, nämlich 1926 entstanden; der „Duke’s Place“ stammt aus dem Jahr 1942.
Alle Tasteninstrumente wurden von Sun Ra gespielt. Das Personal des Arkestra variiert, aber die folgenden Solisten wurden identifiziert: Nöel Scott („Mood Indigo“), Michael Ray, John Gilmore („Lightnin’“), Craig Harris, John Gilmore, Michael Ray („Slippery Horn“), Marshall Allen („Prelude to a Kiss“), Ahmed Abdullah, Marshall Allen, Bruce Edwards („East St. Louis Toodle-Oo“), Marshall Allen („Daydream“), Tyrone Hill, John Gilmore („Drop Me Off in Harlem“) und Walter Miller, John Gilmore („Stompy Jones“).
Mit dem Kompilationsalbum Ellingtonia, Vol. 2 wurden 2023 weitere Ellington-Aufnahmen Sun Ras veröffentlicht. Im selben Jahr setzte Chusid die Reihe der Archiv-Veröffentlichungen von Sun Ra mit Hendersonia: Sun Ra Performs Fletcher Henderson fort.

## Titelliste
- Sun Ra: Ellingtonia, Vol. 1

1. Sun Ra & Wilbur Ware - Duke's Place (C Jam Blues) (Ellington-Katz-Roberts-Thiele) (Chicago, 1951) 2:38
2. Sophisticated Lady (Ellington-Mills-Parish) (Mannheim, 1982) 6:06
3. Mood Indigo (Ellington-Bigard-Mills) (Warschau, 1987) 3:49
4. Caravan (Ellington-Mills-Tizol) (Sun Studio) 6:16
5. Lightnin' (Willisau, 1980) 2:40
6. Slippery Horn (Paris, 1976) 3:43
7. Prelude to a Kiss (Ellington-Mills-Gordon) (Toronto, 1978) 4:59
8. East St. Louis Toodle-Oo (Ellington-Miley) (New York, 1987) 10:15
9. It Don’t Mean a Thing, If It Ain’t Got That Swing (Ellington-Mills) (Sun Studio) 4:24
10. Daydream (Ellington-Strayhorn-Latouche) (Seattle, 1985) 4:02
11. Drop Me Off in Harlem (Ellington-Kenny) (Columbus, 1985) 6:20
12. Stompy Jones (Detroit, 1980) 5:44

Wenn nicht anders vermerkt, stammen die Kompositionen von Duke Ellington.

## Rezeption

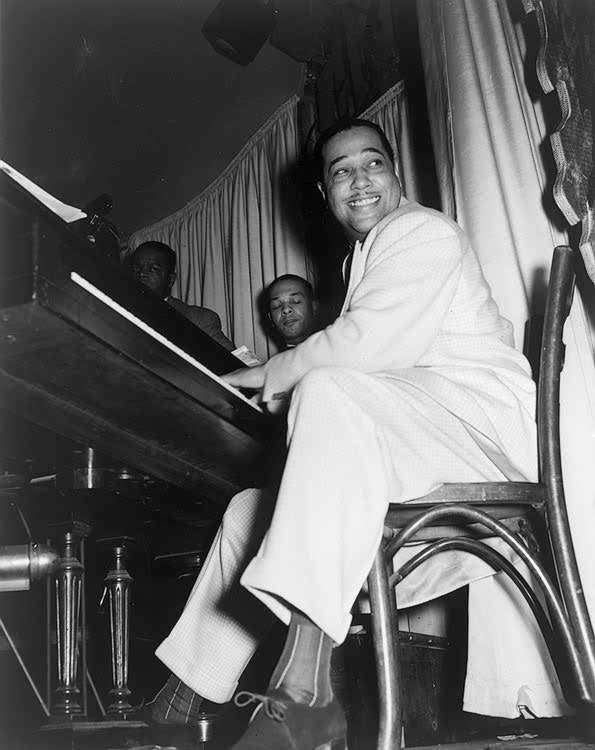
Duke Ellington im Hurricane-Club 1943

Kein einziger von Ra aufgeführter Ellington-Titel erscheint in der erschöpfenden Diskographie The Earthly Recordings of Sun Ra von Robert L. Campbell und Christopher Trent vor 1975, merkte Irwin Chusid in den Liner Notes an. Zu diesem Zeitpunkt, ein Jahr nach Ellingtons Tod, kamen „Lightnin'“ und „Sophisticated Lady“ ins Repertoire der Band, ein Jahr später kamen „Take the "A" Train“ und „Slippery Horn“ dazu. Andere Ellington-Titel wurden von Ra in den 1980er-Jahren hinzugefügt. Es liege natürlich im Bereich der Spekulation, dass sich Ra erst nach Duke Ellingtons Tod auf eine Mission begeben habe, um nicht nur Ellingtons Vermächtnis, sondern auch das Erbe einer Reihe seiner musikalischen Helden der 1930er-Jahre zu bewahren. Große tourende Jazzorchester waren in den 1950er-Jahren aus der Mode gekommen und Sun Ra war einer der wenigen, die das Format über Jahrzehnte hinweg aufrechterhielten und [musikalisch] voranbrachten. Nach Ellingtons Tod habe Sun Ra offenbar die Notwendigkeit gesehen, wieder häufiger zu den Quellen zurückzukehren.
Sam Byrd schrieb in World of Abstract Dreams, Ellingtonia, Vol. 1 sei eine exzellente neue Kompilation, da es zwei der besten Big-Band-Komponisten/Arrangeure zusammenbringe, und diese Sammlung enttäusche nicht. Fast jedes Stück sei bisher unveröffentlicht, und hier gebe es viele bisher unbekannte Juwelen [zu entdecken], darunter ein erstklassiges Saxophon-Solo von John Gilmore auf „Drop Me Off in Harlem“. Das Album beginne mit einer wundervollen Interpretation von „Duke's Place“, einem Duo von Ra und dem Bassisten Wilbur Ware aus dem Jahr 1951. „Sophisticated Lady“ sei ein Feature für Ras luftige Orgelarbeit. „Mood Indigo“ erhalte ein schnelleres Swing-Setting, als es Duke normalerweise dargeboten habe. Zwei Probenaufnahmen unbekannter Herkunft sind „Caravan“ und „It Don’t Mean a Thing“ – diese seien besonders interessant, da sie im Gegensatz zu den meisten Melodien hier nur selten vom Arkestra aufgeführt wurden. „East St. Louis Toodle-Oo“ verfüge über ein großartiges, verführerisches Arrangement, das die Geschmeidigkeit der Originale der 1920er-Jahre einfange.